# Хиу
Хиу (англ. Hiw) — остров в архипелаге Новые Гебриды, в островной группе Торрес в Тихом океане. Является территорией Республики Вануату. Административно входит в состав провинции Торба.

## География
Остров Хиу — крупнейший остров группы Торрес, расположенный в северной части архипелага Новые Гебриды в Тихом океане. К северу находятся острова Санта-Крус, принадлежащие Соломоновым Островам, к югу — острова Метома, Тегуа и другие острова группы Торрес. Ближайший материк, Австралия, расположен в 1300 км. С восточной стороны остров омывается Тихим океаном, с других сторон — Коралловым морем.
Хиу имеет коралловое происхождение и представляет собой поднятый атолл. Длина острова с севера на юг составляет около 13,8 км, максимальная ширина — 4,5 км. Примерно в 2 км к юго-востоку расположен небольшой островок Метома. Высшая точка Хиу — гора Вонвара, высота которой составляет 366 м. В северной части острова расположено плато, высшая точка которого гора Тов-Вона (246 м). Остров покрыт густой растительностью.
Климат на Хиу влажный тропический. Среднегодовое количество осадков составляет около 4000 мм. Остров подвержен частым циклонам и землетрясениям.

## История
Острова Вануату были заселены примерно 2000 лет назад в ходе миграции населения через Соломоновы острова из северо-западной части Тихого океана и Папуа — Новой Гвинеи. Колонизация островов осуществлялась в ходе длительных морских плаваний на больших каноэ, которые могли вместить до 200 человек. С собой путешественники также брали некоторых полезных животных, семена сельскохозяйственных растений, которые впоследствии стали разводиться на новых землях.
В марте 1906 года Хиу, как и другие острова Новых Гебрид, стали совместным владением Франции и Британии, то есть архипелаг получил статус англо-французского кондоминиума.
30 июня 1980 года Новые Гебриды получили независимость от Великобритании и Франции, и остров Хиу стал территорией Республики Вануату.

## Население
В 2009 году численность населения Хиу составляла 269 человека. Поселения: Таоува (Taouwa), Гавигамана (Gavigamana), Воунепара (Wounépara) и Пивосава (Pivosava).